# Герб Батурина
У минулому Батурин входив в Конотопський повіт Чернігівської губернії. Нині Батурин — місто в Бахмацькому районі.

## Історичні герби Батурина
Герб Батурина відомий з печатки 1717: «У щиті: повернений рогами вгору півмісяць, над яким хрест, а над ними шестипроменева зірка». Після 1781 року такий герб не використовувався.
Відомий інший варіант герба (з печатки 1671): серце, пробите навхрест прапором на довгому держаку і обтяжене лицарським хрестом, супроводжуване справа півмісяцем, а зліва шестипроменевою зіркою.

## Офіційний герб
В малиновому полі золоте серце із вписаним малиновим козацьким хрестом; обабіч серця срібні: з правого боку зірка, з лівого — півмісяць, обернений рогами вправо, над ним — синя хоругва із золотим древком.
Дана символіка розроблена науковцями Інституту історії України НАН України і затверджена Рішенням Батуринського селищного виконкому від 10 жовтня 2002 р. про затвердження символіки Батурина (герба, прапора, печатки).

## Галерея

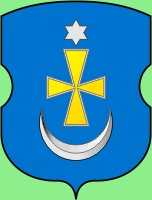
Герб Батурина 1717